# الانفجار (مسلسل)
مسلسل الانفجار هو الاسم القديم لمسلسل في قلب اللهب من تأليف أسامة كوكش وإخراج محمد زهير رجب.

## ملخص المسلسل
المسلسل يحكي عن عملية إرهابية تقوم بها مجموعة مسلحة، تفجر خلالها حافلة نقل ركاب مدنية؛ لإثارة البلبلة والفوضى، وتقوم الأجهزة المختصة بملاحقة العصابة حتى القبض عليها.
المسلسل لا يحمل الصفة البوليسية البحتة، فهناك عدة خطوط اجتماعية تسير على التوازي مع الأحداث، تتحدث هذه الخطوط عن عائلات ضحايا تفجير الحافلة، كما تتحدث خطوط أخرى عن مافيا الأعمال التي تحاول تسخير تفجير الحافلة لمصالحها الشخصية.

## البطولة
المسلسل من بطولة: ديما قندلفت، وائل رمضان، محمد حداقي، ضحى الدبس، فاديا خطاب، خالد تاجا، مهيار خضور، كندا حنا، زهير رمضان وآخرون.